# Kupferphosphide
Kupferphosphide sind in der Chemie eine Stoffgruppe von Verbindungen aus den Elementen Kupfer und Phosphor mit der Formel Cu3P2, Cu2P oder Cu3P. 
Durch Verschmelzen von Monocalciumphosphat Ca(H2PO4)2·H2O mit Kohle, Kupfer und Quarz erhält man ein Gemisch dieser Kupferphosphide. Die Kupferphosphide werden als Desoxidationsmittel, z. B. bei der Bronzeherstellung, verwendet.